# Illa Bird (Geòrgia del Sud)
L'illa Bird, (en anglès: Bird Island) fa 4,8 km de llarg i 0,8 km d'amplada, està separada de l'illa Geòrgia del Sud per l'estret Bird (Bird Sound). Forma part dels Territoris Britànics d'Ultramar. L'Argentina també la reclama com a part de la seva província de Tierra del Fuego.

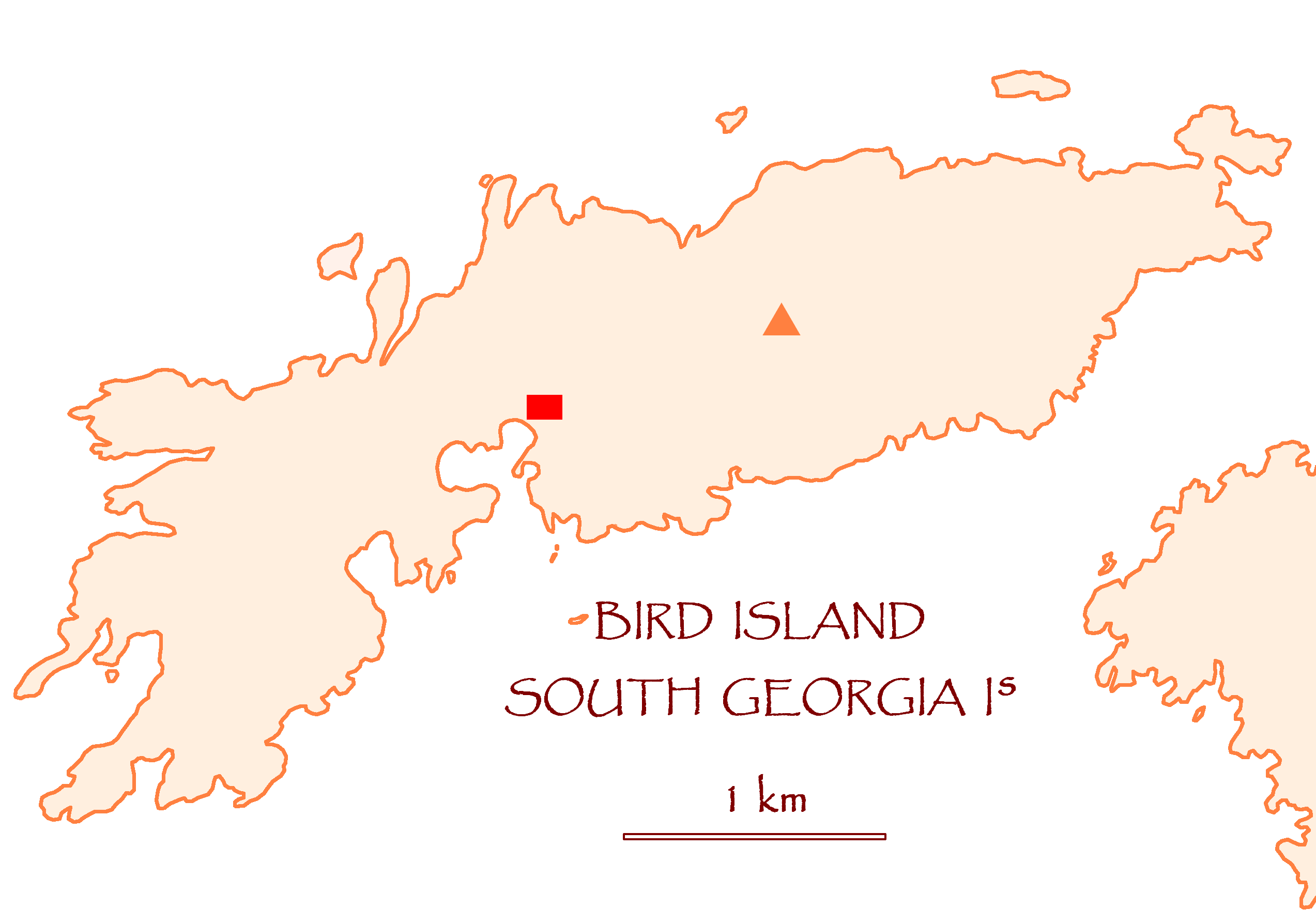
Illa Bird

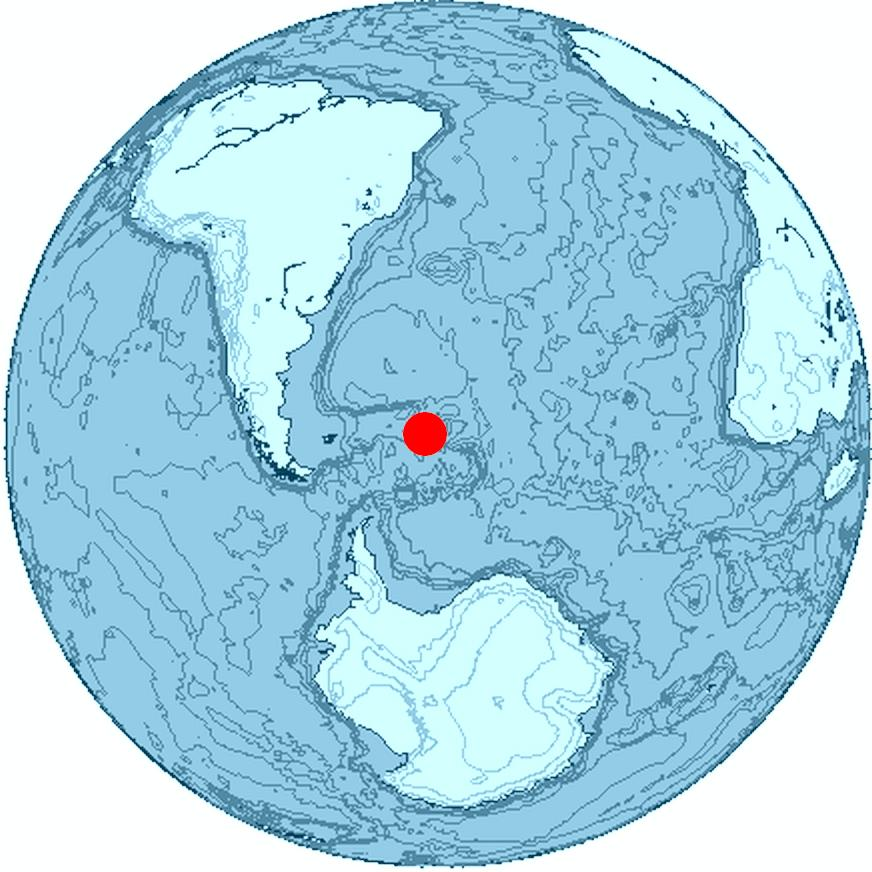
Localització

Va ser descoberta el 1775 per una expedició britànica comandada per James Cook, qui hi va veure nombrosos ocells ("birds").
Aquesta illa va ser una estació de recerca antàrtica des de 1963 i actualment és una estació de recerca biològica de la British Antarctic Survey (BAS) a Jordan Cove, amb 4 biòlegs residents. Es centra en la recerca ecològica d'ocells marins i pinnípedes.
L'illa Bird no va arribar a ser ocupada pels argentins durant la Guerra de les Malvines.
El seu cim més alt és el Pic Roché que rep el nom del descobridor (1675) Anthony de la Roché.
La fauna és rica en ocells i mamífers marins, no hi ha rates, al contrari que en la propera illa Geòrgia del Sud.